# Kessler-géb
A Kessler-géb vagy békafejű géb (Ponticola kessleri) a csontos halak (Osteichthyes) főosztályának a sugarasúszójú halak (Actinopterygii) osztályába, ezen belül a sügéralakúak (Perciformes) rendjébe, a gébfélék (Gobiidae) családjába és a Benthophilinae alcsaládjába tartozó faj.

## Neve
A Kessler-gébet Karl Kessler német-orosz zoológusról és taxonómusról nevezték el.

## Előfordulása
A Kessler-géb a köves vagy kemény homoktalajú parti vizekben él, ahonnét a folyókba úszik. Újabban a Dunán egyre feljebb terjeszkedik. 1996-ban eljutott Bécsig. A Dunán keresztül a Rajna folyóba is bejutott, ahol inváziós fajnak bizonyult. A Fekete-tenger partjain, levő tavakban és folyótorkolatokban, majdnem mindenütt megtalálható, kivéve az Azovi-tengert és annak vidékét. Nagyobb folyók, amelyekbe megtalálható a Kessler-géb: Duna, Dnyeper, Dnyeszter és Volga. A Kaszpi-tenger mindegyik partjánál is vannak állományai.

## Megjelenése
A hal testhossza 12-18 centiméter, legfeljebb 22 centiméter. 64-79 pikkelye van egy hosszanti sorban. A fejtető és a kopoltyúfedők egyharmada pikkelyezett.

## Életmódja
Mérsékelt övi gébféle, amely egyaránt megél az édes- és brakkvízben is. A 4-20 Celsius-fokos hőmérsékletet és az alacsony sótartalmú vizet kedveli. A dús vízinövényzetű és a törmelékes aljzatot választja élőhelyül. A hím területvédő. Tápláléka férgek, apró rákok, puhatestűek és kishalak.

## Szaporodása
Kétévesen ívik először. Március-májusban van az ívási időszaka. A hím őrzi és gondozza az ikrákat. A ragadós ikrák a vízinövényeken és törmelékeken vannak elhelyezve.

## Képek

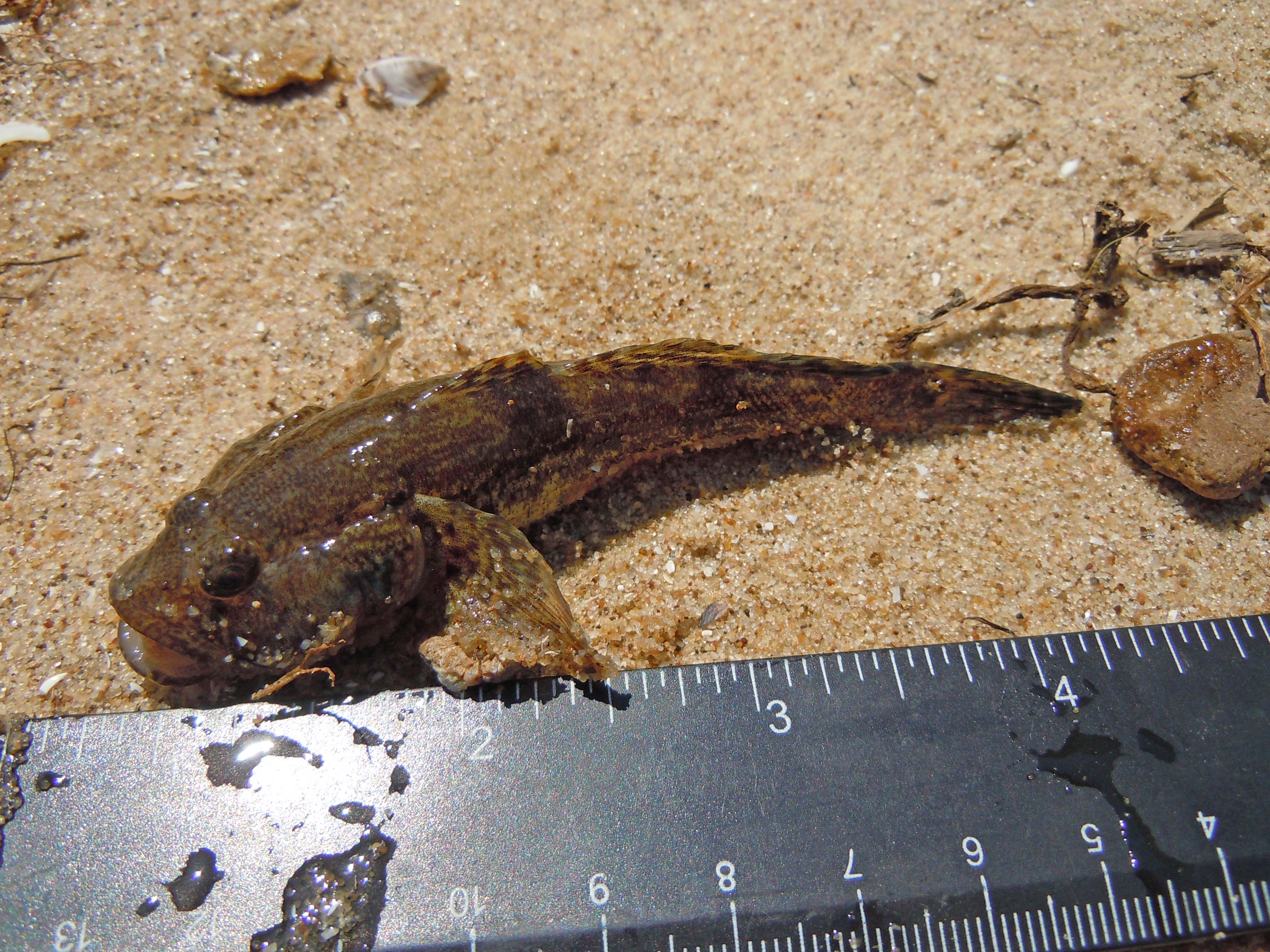
vonalzó mellé téve
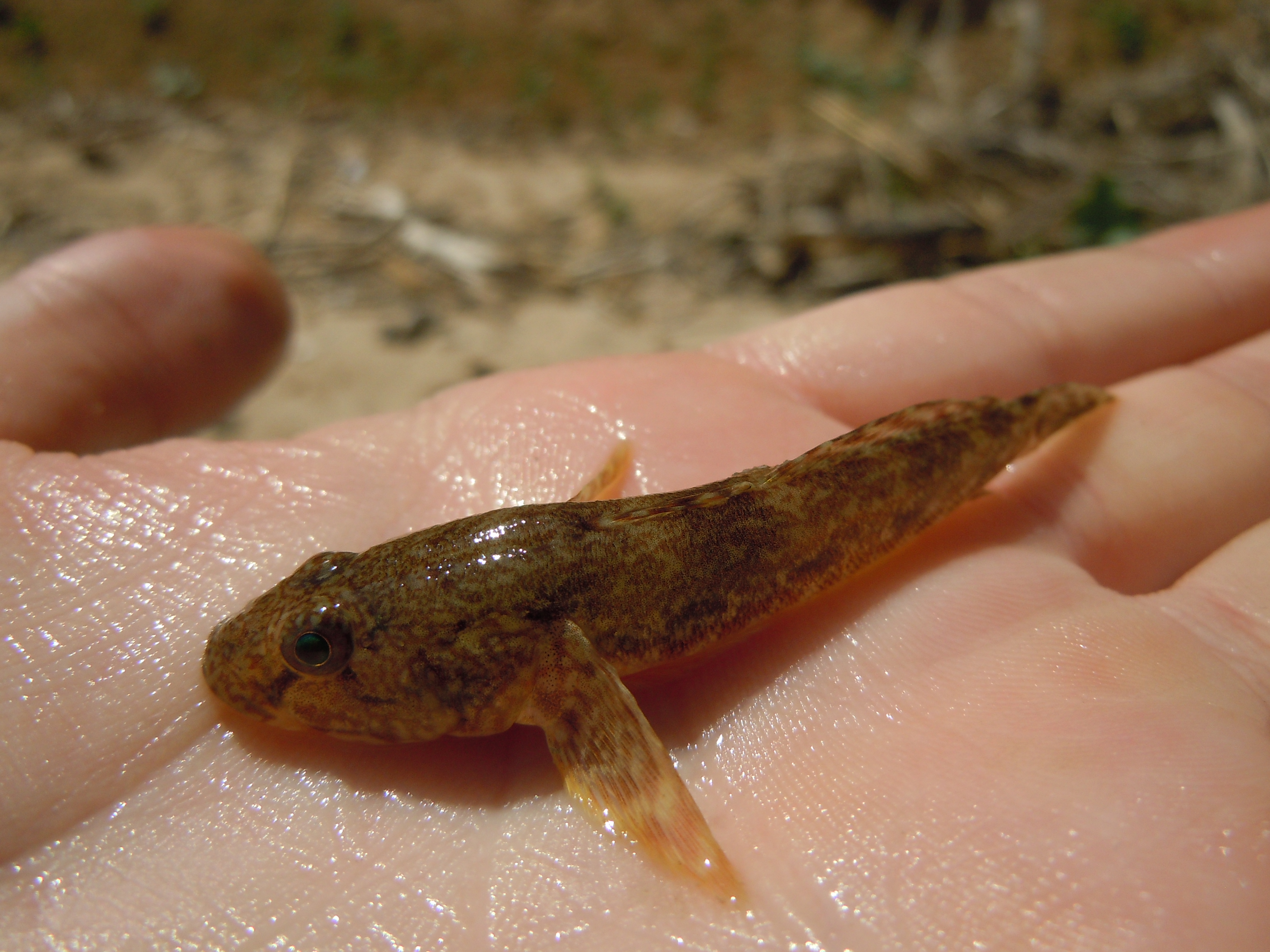
kézben tartva
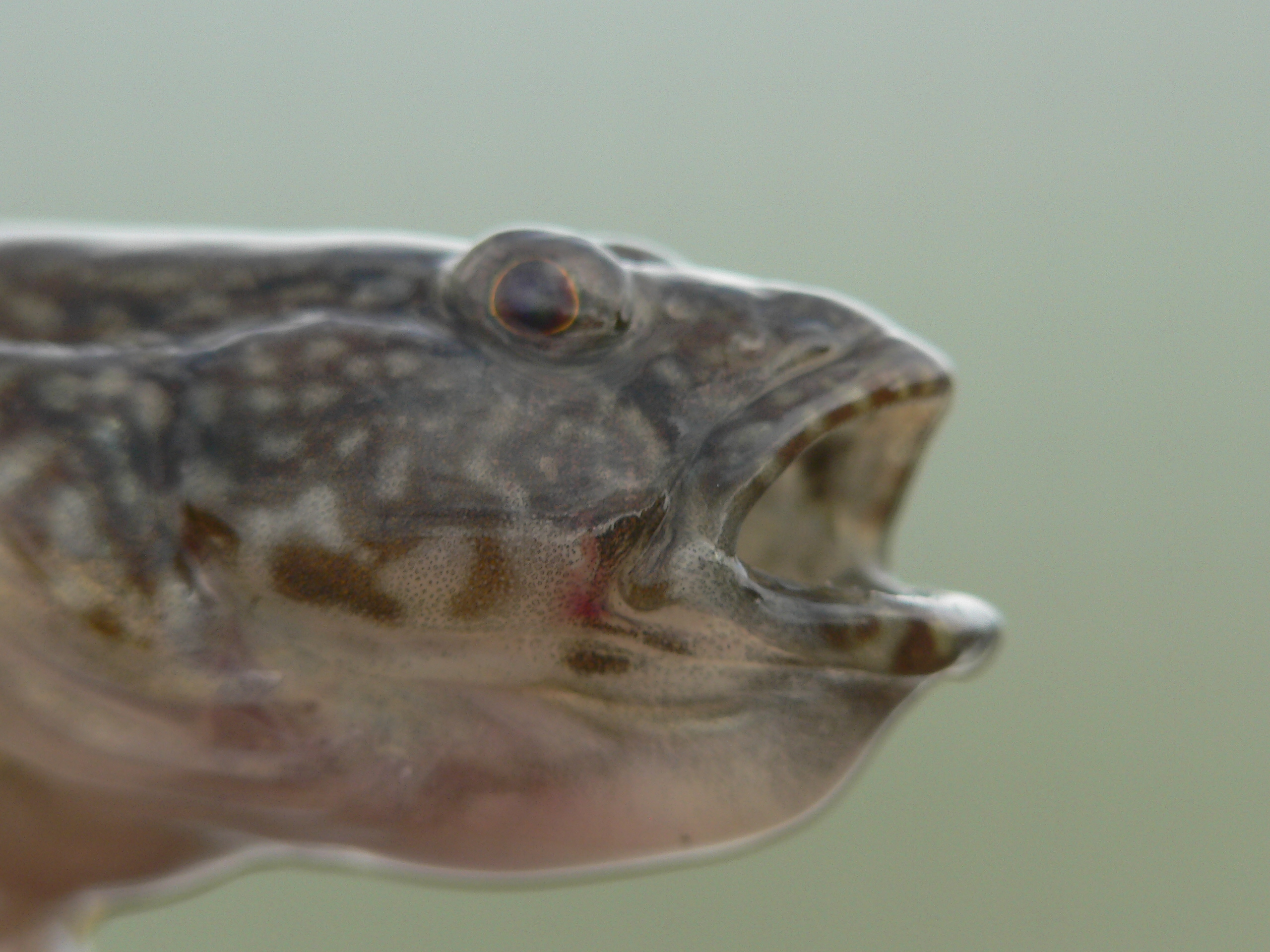
portré